# Starý Bozděchov
Starý Bozděchov (německy Alt Postiechow, Altbostiechow atp.) je vesnice a část obce Horní Radouň v okrese Jindřichův Hradec v Jihočeském kraji. Nachází se asi 1,5 kilometru severovýchodně od Horní Radouně. Starý Bozděchov je také název katastrálního území o rozloze 5,87 km². V katastrálním území Starý Bozděchov leží i Bukovka a Nový Bozděchov.

## Historie
Původně se vesnice jmenovala pouze Bozděchov (psáno také Bostěchov, Boštěchov, Boztěchov atp.)
První dochovaná zmínka o Bozděchově je z roku 1395, kdy ves vlastnil rod rytířů z Bozděchova, kteří zde měli tvrz. Ta se sice nedochovala, avšak pozdější historické publikace ji lokalizují přibližně k dnešnímu čp. 1. Roku 1395 bratři Sudík a Oldřich z Bozděchova drželi polovinu města Kardašova Řečice, později byl Sudík purkrabím na Telči a na Kamenici, zatímco Oldřich zůstal na Řečici a byl také znám jako Oldřich z Řečice. Roku 1415 připojil Hrdoň z Bozděchova svou pečeť pod Stížný list proti upálení Mistra Jana Husa. V letech 1454–1458 je doložen také Bohuslav z Bozděchova, který krátce držel tvrz Hošť u Kostelce nad Černými lesy, kterou vyženil. V letech 1533–1537 je pak doložen Jan Bozděchovský z Bozděchova, jehož synové Jindřich a Jetřich se roku 1545 domáhali svého dědictví po něm – jednalo se o „dvůr, na kterém sedí Pešek“, tedy dnešní čp. 10, největší hospodářství v celé vesnici, které jim měl vydat Oldřich mladší Mezenský z Mezného na Mnichu. Roku 1551 jej získali, zapsali do desk zemských, a Jindřich následně svého mladšího bratra Jetřicha vyplatil a stal se tak jediným držitelem vsí Bozděchov a Dívčí Kopy.
Roku 1552 žaloval Jindřich Bozděchovský z Bozděchova jistého Jana Kamenického za výtržnost, neboť jej v Pelhřimově v městské bráně pokousal Kamenického kůň. Soud však žalobu zamítl a uložil pokutu a náhradu soudních výloh Bozděchovskému. Je pravděpodobné, že neuhrazení těchto pokut a následné penále vedly k tomu, že vesnice propadla zřejmě roku 1575 rodu Malovců z Malovic, držitelům Kamenice nad Lipou. Od této doby byl majetkový vývoj Bozděchova stejný jako u Horní Radouně.
Jindřich Bozděchovský z Bozděchova přesídlil do Dačic, kde byl nejpozději roku 1572 hejtmanem ve službách pánů z Hradce. Jeho syn Jan Bozděchovský z Bozděchova byl v letech 1584–1585 krátce purkrabím na hradě Helfštýně ve službách rodu Rožmberků. Posledním doloženým členem rodu pak byl Jindřich Bozděchovský z Bozděchova, syn zmíněného Jana, který byl služebníkem Karla staršího ze Žerotína, jeho smrtí roku 1606 tento rod zřejmě vymřel po meči.
Roku 1673 byl po dělení kamenického panství v Bozděchově založen poplužní dvůr, který vznikl zabavením několika gruntů a jejich polností. K jeho zrušení a rozprodání většiny panského majetku došlo až v letech 1796–1800. To vedlo k prudkému růstu obce – zatímco roku 1785 bylo v Bozděchově pouhých 15 stavení, z nichž tři byla panská, v roce 1825 před rozdělením na Starý a Nový Bozděchov čítala vesnice nejméně 64 obydlených domů.

### Grunty náležící k sousední osadě
Dnešní čp. 12, 13 a 18 náležela zřejmě až do konce 18. století k sousední Horní, resp. Včelnické Radouni. Poprvé jsou zmíněny v zápisu Prokopa Čabelického ze Soutic roku 1528[chybí lepší zdroj] a ještě v soupisech Josefínského katastru roku 1891 jsou tito hospodáři členy obecní rady v sousední vsi, ačkoliv jejich grunty jsou již zapsány v Bozděchově.[chybí lepší zdroj]
Naopak nejsevernější část dnešní Horní Radouně, náležící k Jindřichohradeckému špitálu byla ještě roku 1485 nazývána Bozděchova Radouň. Je možné, že původně byla součástí vsi Bozděchova a že roku 1399 Oldřich z Bozděchova, coby signatář zakládací listiny Špitálu, daroval tamní grunty nově vzniklé instituci.

## Obyvatelstvo
| Rok            | 1869 | 1880 | 1890 | 1900 | 1910 | 1921 | 1930 | 1950 | 1961 | 1970 | 1980 | 1991 | 2001 | 2011 | 2021 |
| -------------- | ---- | ---- | ---- | ---- | ---- | ---- | ---- | ---- | ---- | ---- | ---- | ---- | ---- | ---- | ---- |
| Počet obyvatel | 309  | 321  | 299  | 293  | 257  | 245  | 206  | 115  | 124  | 96   | 85   | 58   | 46   | 46   | 50   |
| Počet domů     | 47   | 48   | 49   | 50   | 50   | 49   | 48   | 44   | 32   | 32   | 28   | 41   | 43   | 47   | 47   |

## Obecní správa
Při sčítání lidu v letech 1850–1879 Starý Bozděchov byl osadou obce Bozděchov v okrese Pelhřimov. V letech 1880–1959 byl samostatnou obcí, se kterým patřil nejprve do okresu Pelhřimov, ale v letech 1900–1950 v okrese Kamenice nad Lipou. Od roku 1960 je částí obce Horní Radouň v okrese Jindřichův Hradec. V letech 1880–1959 k obci patřily Bukovka a Nový Bozděchov.

### Místní symboly
Od roku 2024 užívá zdejší Spolek přátel Starého Bozděchova, z. s., neoficiální symboly všech tří místních částí obce, které jsou také umístěny na uvítacích cedulích.

neoficiální znak místní části
neoficiální vlajka místní části

Znak i vlajka Starého Bozděchova jsou tvořeny svisle polceným polem, které je převzato z pečeti rytíře Bohuslava z Bozděchova (1454, 1458), který jako jediný z členů staršího pokolení rytířů z Bozděchova měl v pečeti štítové znamení – svisle polcený červeno-bílý štít.
Kovkop (dle jiných popisů mnich či prostě jen muž s červeným plnovousem) vlevo hledící, držící zlatý krumpáč s červenou násadou, oblečen v červené kápi se zlatým opaskem – je převzat z nejstarších pečetí Sudíka a Oldřicha z Bozděchova (1397–1402).
Stříbrný jelen ve skoku se zlatou zbrojí vpravo hledící – je převzat z erbu Jindřicha Bozděchovského z Bozděchova (1572), který měl v erbu půlku stříbrného jelena v červeném poli.

## Galerie

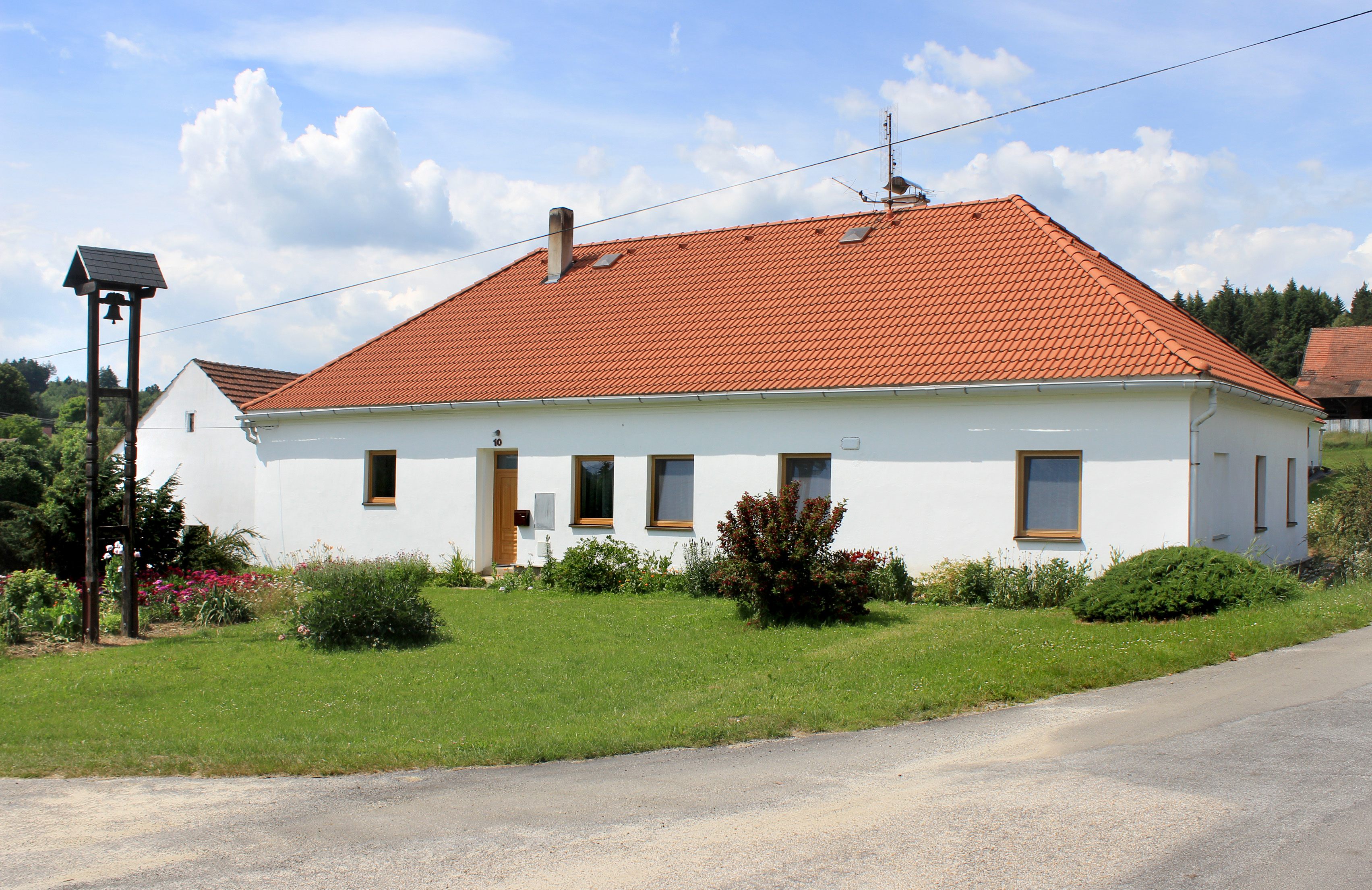
Statek čp. 10
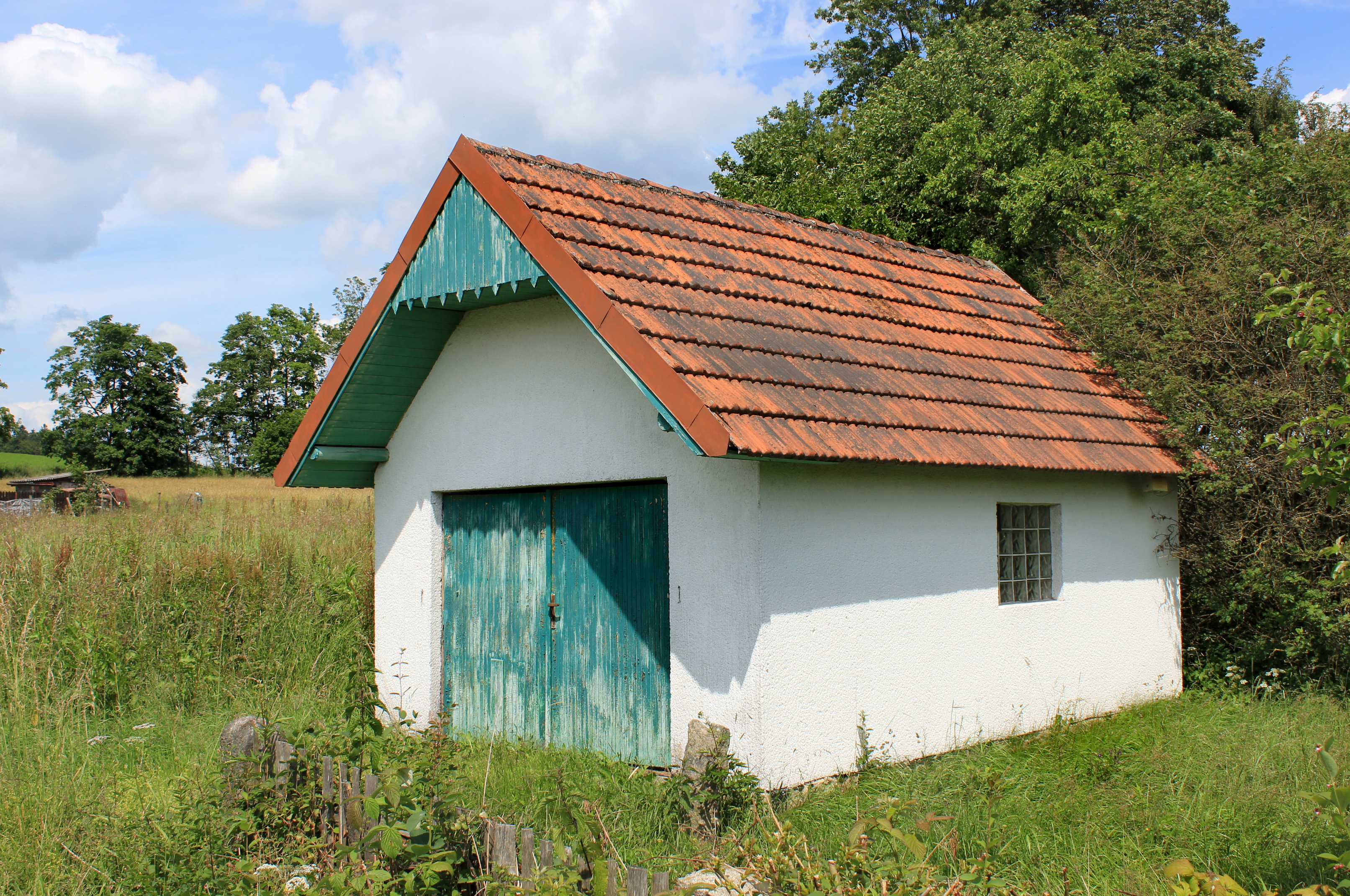
Hasičská zbrojnice
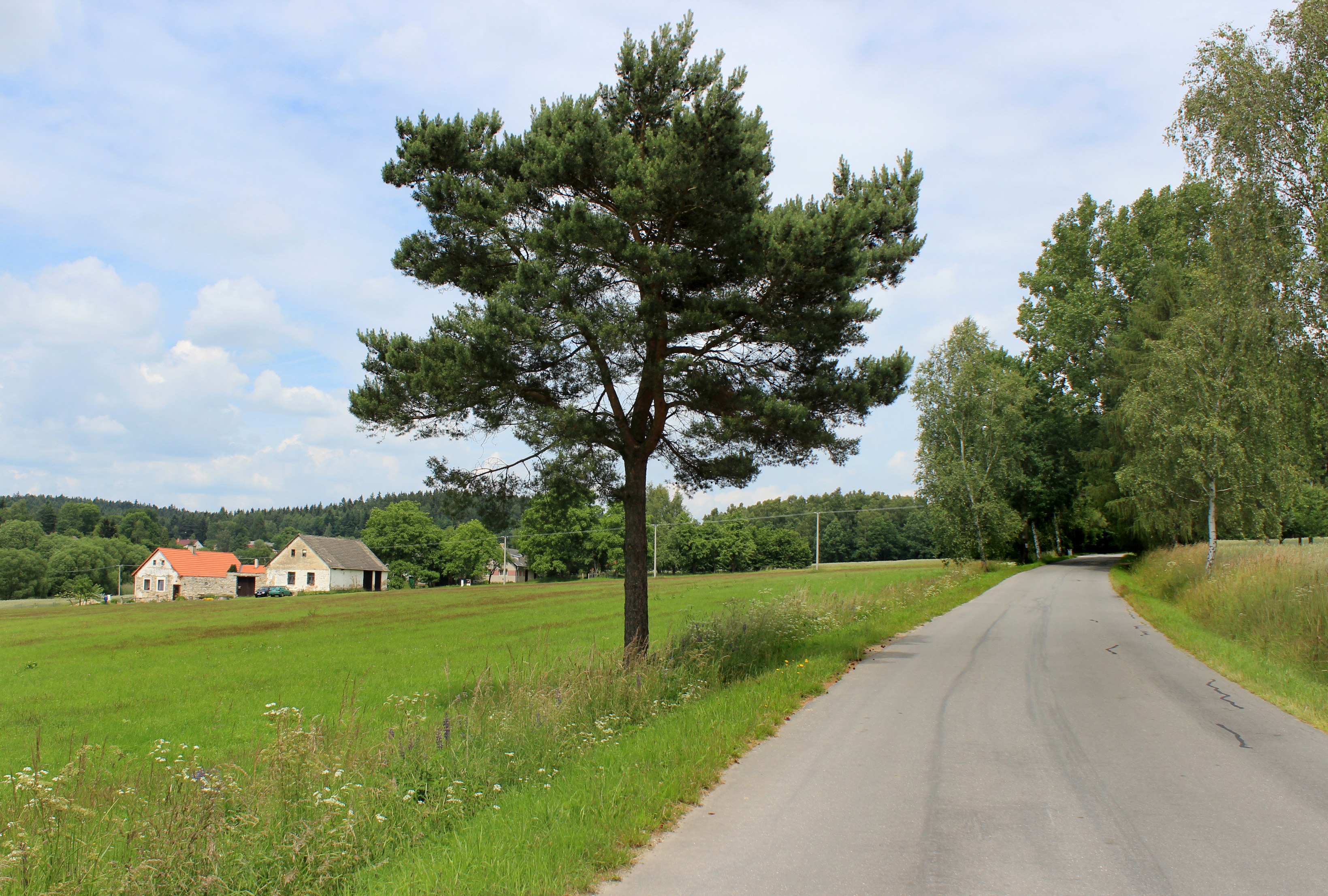
Příjezd k vesnici od jihu
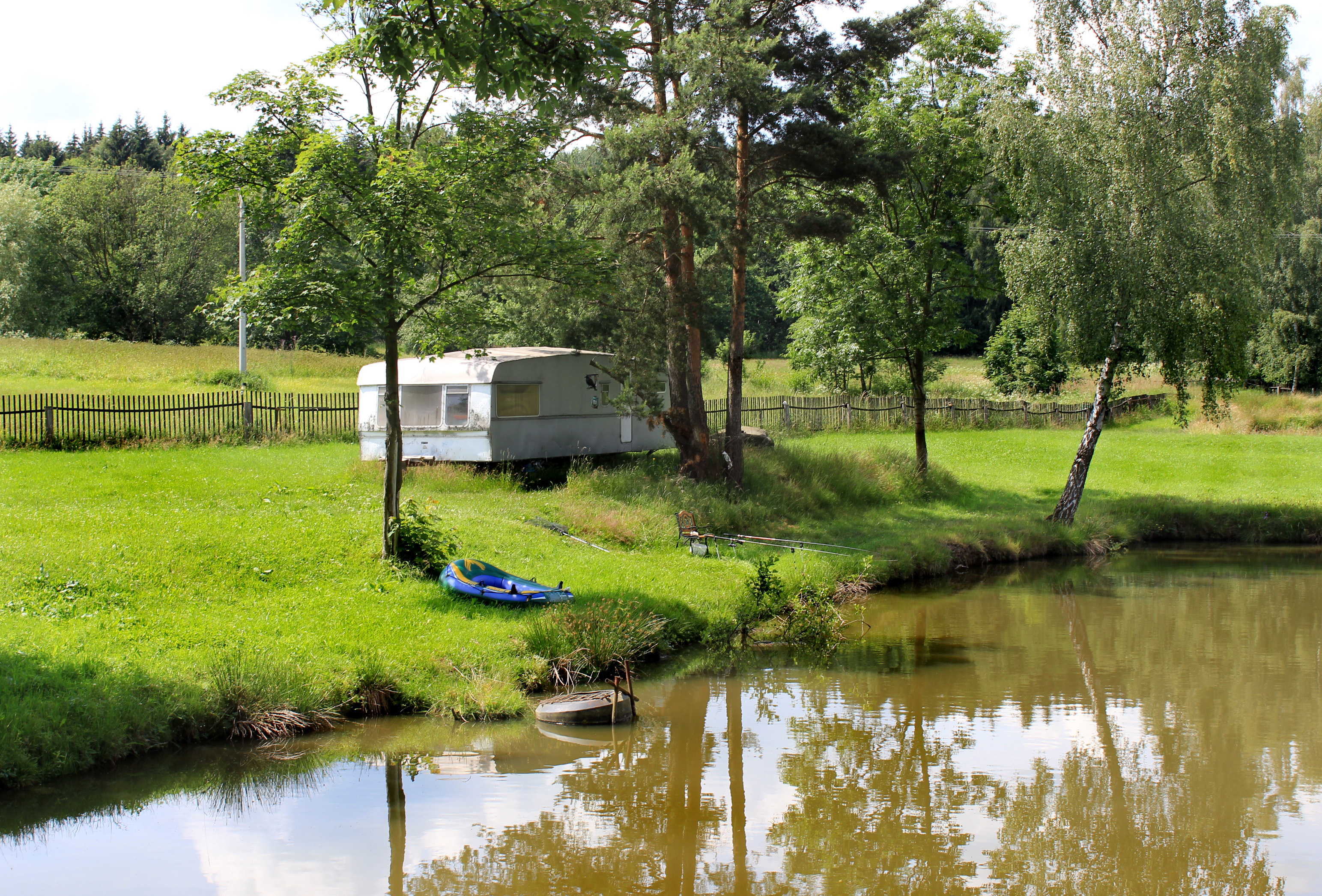
Soukromý rybník